# Jogos Insulares de 2023
Os XIX Jogos Insulares (também conhecido como 2023 NatWest Island Games, por motivos de patrocínio) foram realizados em Guernsey, parte das Ilhas do Canal, entre os dias 8 e 14 de julho de 2023. O evento seria iniciantemente realizado em 2021, mas foi adiado devido à pandemia de COVID-19. Esta foi a terceira vez que Guernsey sediou os jogos, sendo a primeira em 1987 e a segunda em 2003.
Um total de 24 ilhas enviaram delegações para competirem nas diferentes modalidades do torneio, totalizando aproximadamente 3000 atletas.

## Anfitrião
Inicialmente, as Ilhas Faroé foram escolhidas para sediar os jogos. Entretanto, no início de 2015 eles anunciaram sua desistência. Em julho de 2016, a Assembleia Anual Geral dos Island Games decidiu, de maneira unânime, pela transferência dos jogos para Guernsey.
A presidenta do comitê organizador de Guernsey foi a Dama Mary Perkins, auxiliada por Peter Vidamour como diretor esportivo e Ian Damarell como diretor financeiro. O conselheiro da International Island Games Association (IIGA) foi Eric Legg.

## Ilhas Participantes
24 entidades insulares da IIGA, provenientes de Europa, Atlântico Sul e região do Caribe, participaram nos jogos, sendo elas:
- Åland
- Alderney
- Anglesey
- Bermuda
- Frøya
- Gibraltar
- Gotland
- Gozo
- Groelândia
- Guernsey (Anfitrião)
- Hitra
- Ilha de Man
- Ilha de Wight
- Ilhas Cayman
- Ilhas Faroé
- Ilhas Malvinas
- Ilhas Ocidentais
- Jersey
- Minorca
- Orkney
- Saaremaa
- Santa Helena
- Sark
- Shetland

## Programa esportivo
O programa esportivo foi feito de maneira semelhante ao da edição de 2019, tendo como diferenças a entrada das disputas de futebol, golfe, indoor bowls e tiro com arco e a saída das disputas de boliche, judô, squash e vôlei de praia. Assim, o programa esportivo foi feito da seguinte forma:
Os números entre parênteses indicam o número de disputas de medalha em cada esporte.
- Atletismo (42) (detalhes)
- Badminton (6) (detalhes)
- Basquete (2) (detalhes)
- Ciclismo (20) (detalhes)
- Futebol (2) (detalhes)
- Golfe (4) (detalhes)
- Indoor Bowls (3) (detalhes)
- Natação (45) (detalhes)
- Tênis (7) (detalhes)
- Tênis de Mesa (7) (detalhes)
- Tiro com arco (14) (detalhes)
- Tiro Esportivo (43) (detalhes)
- Triatlo (5) (detalhes)
- Vela (3) (detalhes)

## Calendário
| CA | Cerimónia de abertura | ● | Competições desportivas | 1 | Medalhas de ouro | CE | Cerimónia de encerramento |

| Julho                                | Julho                                | 8 Sáb | 9 Dom | 10 Seg | 11 Ter | 12 Qua | 13 Qui | 14 Sex | Medalhas de ouro |
| ------------------------------------ | ------------------------------------ | ----- | ----- | ------ | ------ | ------ | ------ | ------ | ---------------- |
| Cerimônias (abertura / encerramento) | Cerimônias (abertura / encerramento) | CA    |       |        |        |        |        | CE     |                  |
| Atletismo                            | Atletismo                            |       | 4     | 7      | 7      | 6      | 5      | 12     | 41               |
| Badminton                            | Badminton                            |       | ●     | 1      | ●      | ●      | ●      | 5      | 0                |
| Basquetebol                          | Basquetebol                          |       | ●     | ●      | ●      | ●      | ●      | 2      | 2                |
| Ciclismo                             | Ciclismo de estrada                  |       |       |        |        | 4      |        |        | 0                |
| Contra o relógio                     |                                      |       | 4     |        |        |        |        |        | 0                |
| Mountain Bike Criterium              |                                      |       |       | 4      |        |        |        |        | 0                |
| Mountain Bike Cross Country          |                                      |       |       |        |        | 4      |        |        | 0                |
| Town Criterium                       |                                      |       |       |        |        |        | 4      |        | 0                |
| Futebol                              | Futebol                              |       | ●     | ●      | ●      |        | ●      | 2      | 2                |
| Golfe                                | Golfe                                |       |       |        | ●      | ●      | ●      | 4      | 0                |
| Indoor Bowls                         | Indoor Bowls                         |       | ●     | ●      | 1      | ●      | 2      |        | 0                |
| Natação                              | Natação                              |       |       | 11     | 11     | 11     | 12     |        | 0                |
| Tênis                                | Tênis                                |       | ●     | 2      | ●      | ●      | ●      | 5      | 0                |
| Tênis de mesa                        | Tênis de mesa                        |       | ●     | ●      | 1      | 2      | 2      | 1      | 0                |
| Tiro                                 | Tiro                                 |       | 4     | 10     | 10     | 7      | 5      | 5      | 41               |
| Tiro com arco                        | Tiro com arco                        |       |       | ●      | ●      | ●      | 14     |        | 0                |
| Triatlo                              | Triatlo                              |       | 4     |        |        |        |        | 1      | 4                |
| Vela                                 | Vela                                 |       | ●     | ●      | ●      | ●      | 3      |        | 3                |
| Total medalhas ouro                  | Total medalhas ouro                  |       | 14    | 0      | 0      | 0      | 0      | 0      | 14               |
| Total acumulativo                    | Total acumulativo                    |       | 14    | 0      | 0      | 0      | 0      | 0      |                  |
| Julho                                | Julho                                | 8 Sáb | 9 Dom | 10 Seg | 11 Ter | 12 Qua | 13 Qui | 14 Sex | Medalhas de ouro |

## Sedes
| Esporte   | Sede                                   | Localidade           | Esporte        | Sede                         | Localidade           |
| --------- | -------------------------------------- | -------------------- | -------------- | ---------------------------- | -------------------- |
| Atletismo | Osmond Priaulx Memorial Playing Fields | Saint Peter Port     | Golfe          | Royal Guernsey Golf Club     | Lé Vale              |
| Badminton | Rohais Badminton Hall                  | Saint Peter Port     | Indoor Bowls   | Guernsey Indoor Bowls Center | Lé Vale              |
| Basquete  | Beau Sejour Leisure Centre             | Saint Peter Port     | Natação        | Beau Sejour Leisure Centre   | Saint Peter Port     |
| Basquete  | St Sampsons High School                | Saint Sampson        | Tênis          | Guernsey Tennis Club         | Saint Sampson        |
| Ciclismo  | Delancey Park                          | Saint Sampson        | Tênis de Mesa  | Guernsey Table Tennis Centre | Lé Vale              |
| Ciclismo  | L’ancresse                             | Lé Vale              | Tiro com arco  | Guernsey Rovers A.C.         | Lé Vale              |
| Ciclismo  | St Peter Port sea front                | Saint Peter Port     | Tiro Esportivo | Aztech Centre                | Lé Vale              |
| Ciclismo  | Styx Community Centre                  | Saint Pierre du Bois | Tiro Esportivo | Chouet                       | Lé Vale              |
| Futebol   | Blanches Pierre Lane                   | Saint Martin         | Tiro Esportivo | Fort le Marchant             | Lé Vale              |
| Futebol   | College Field                          | Saint Peter Port     | Tiro Esportivo | Portinfer                    | Lé Vale              |
| Futebol   | Corbet Field                           | Saint Sampson        | Tiro Esportivo | Mont Herault                 | Saint Pierre du Bois |
| Futebol   | Northfield                             | Saint Sampson        | Triatlo        | Rocquaine                    | Saint Pierre du Bois |
| Futebol   | The Track                              | Saint Sampson        | Triatlo        | St Peter Port Seafront       | Saint Peter Port     |
| Golfe     | L’ancresse Golf Club                   | Lé Vale              | Vela           | Guernsey Yacht Club          | Saint Peter Port     |

## Quadro de medalhas
Atualizado em 9 de janeiro de 2024
| Pos                 | Equipe              | Ouro | Prata | Bronze | Total |
| 1                   | Guernsey            | 54   | 49    | 42     | 145   |
| 2                   | Jersey              | 41   | 41    | 44     | 126   |
| 3                   | Ilha de Man         | 20   | 16    | 27     | 63    |
| 4                   | Ilhas Faroé         | 17   | 21    | 26     | 64    |
| 5                   | Ilha de Wight       | 15   | 15    | 8      | 38    |
| 6                   | Gotland             | 11   | 5     | 8      | 24    |
| 7                   | Saaremaa            | 10   | 8     | 3      | 21    |
| 8                   | Minorca             | 7    | 8     | 4      | 19    |
| 9                   | Anglesey            | 6    | 7     | 5      | 18    |
| 10                  | Ilhas Cayman        | 5    | 4     | 9      | 18    |
| 11                  | Åland               | 4    | 4     | 6      | 14    |
| 12                  | Gibraltar           | 3    | 3     | 10     | 16    |
| 13                  | Bermuda             | 2    | 2     | 6      | 10    |
| 14                  | Groelândia          | 2    | 1     | 3      | 6     |
| 15                  | Gozo                | 1    | 2     | 1      | 4     |
| 15                  | Ilhas Malvinas      | 1    | 2     | 1      | 4     |
| 17                  | Ilhas Ocidentais    | 0    | 4     | 1      | 5     |
| 18                  | Shetland            | 0    | 3     | 4      | 7     |
| 19                  | Hitra               | 0    | 1     | 5      | 6     |
| 20                  | Orkney              | 0    | 1     | 1      | 2     |
| 21                  | Sark                | 0    | 1     | 0      | 1     |
| 22                  | Alderney            | 0    | 0     | 0      | 0     |
| 23                  | Frøya               | 0    | 0     | 0      | 0     |
| 24                  | Santa Helena        | 0    | 0     | 0      | 0     |
| Totais (24 Equipes) | Totais (24 Equipes) | 199  | 198   | 214    | 611   |